# Plaistow (metropolitana di Londra)
Plaistow è una stazione della metropolitana di Londra, servita dalle linee District e Hammersmith & City.

## Storia
La London, Tilbury and Southend Railway, nel 1858 costruì una linea diretta da Bow a Barking che attraversava, da est a ovest, la parrocchia civile di West Ham. In precedenza, i treni prendevano un percorso più lungo verso nord tramite Stratford e Forest Gate sulla linea Eastern Counties Railway. La nuova linea si aprì inizialmente con le stazioni Bromley, Plaistow e East Ham. Upton Park venne aggiunta come nuova stazione ad est nel 1877 e West Ham ad ovest nel 1901. Dal 18 maggio 1869 la North London Railway ha effettuato un servizio giornaliero per Plaistow attraverso Bow-Bromley.

## Strutture e impianti
La stazione rientra nella Travelcard Zone 3.